# Torneo Apertura 2018 (Paraguay)
El Torneo Apertura 2018 (también llamado Copa de Primera - Tigo - Visión Banco, por motivos de patrocinio comercial), denominado «Centenario del Estadio Defensores del Chaco», fue el centésimo décimo octavo campeonato oficial de Primera División de la Asociación Paraguaya de Fútbol (APF). Comenzó el 2 de febrero y finalizó el 10 de junio.
El campeón del torneo fue Olimpia, que se coronó con dos fechas de anticipación, logrando su título número 41 de la División de Honor.

## Sistema de competición
Como en temporadas anteriores, el modo de disputa se mantuvo bajo el sistema de todos contra todos con partidos de ida y vuelta, unos como local y otros como visitante en dos rondas de once jornadas cada una. Es campeón el equipo que acumula la mayor cantidad de puntos al término de las 22 fechas.
En caso de igualdad de puntos entre dos contendientes se define el título en un partido extra. De existir más de dos en disputa se toman en cuenta los siguientes parámetros:
1) saldo de goles;
2) mayor cantidad de goles marcados;
3) mayor cantidad de goles marcados en condición de visitante;
4) sorteo.

## Equipos participantes
El campeonato tuvo la participación de doce equipos. Los únicos que han disputado todas las temporadas de esta categoría (también conocida como División de Honor) son Olimpia y Guaraní. Igualmente, los clubes Cerro Porteño, General Díaz y Deportivo Capiatá nunca han descendido desde sus ingresos, en 1913 y 2013, respectivamente.

### Datos de los clubes
| Equipo                | Fundación                | Ciudad          | Estadio             | Capacidad |
| --------------------- | ------------------------ | --------------- | ------------------- | --------- |
| Atlético 3 de Febrero | 20 de noviembre de 1970  | Ciudad del Este | Antonio Aranda      | 28 000    |
| Cerro Porteño         | 1 de octubre de 1912     | Asunción        | General Pablo Rojas | 45 000    |
| Deportivo Capiatá     | 4 de septiembre de 2008  | Capiatá         | Lic. Erico Galeano  | 15 000    |
| Deportivo Santaní     | 27 de febrero de 2009    | San Estanislao  | Juan José Vázquez   | 8000      |
| General Díaz          | 22 de septiembre de 1917 | Luque           | General Adrián Jara | 3300      |
| Guaraní               | 12 de octubre de 1903    | Asunción        | Rogelio Livieres    | 8000      |
| Independiente (CG)    | 20 de septiembre de 1925 | Asunción        | Ricardo Gregor      | 3500      |
| Libertad              | 30 de julio de 1905      | Asunción        | Dr. Nicolás Leoz    | 10 000    |
| Nacional              | 5 de junio de 1904       | Asunción        | Arsenio Erico       | 7000      |
| Olimpia               | 25 de julio de 1902      | Asunción        | Manuel Ferreira     | 25 000    |
| Sol de América        | 22 de marzo de 1909      | Villa Elisa     | Luis Alfonso Giagni | 10 000    |
| Sportivo Luqueño      | 1 de mayo de 1921        | Luque           | Feliciano Cáceres   | 27 000    |

### Relevo de plazas
| Ascendidos a la Primera División                       |
| ------------------------------------------------------ |
| Atlético 3 de Febrero (Campeón de División Intermedia) |
| Deportivo Santaní (Subcampeón de Intermedia)           |

| Descendidos a División Intermedia   |
| ----------------------------------- |
| Rubio Ñu (2º peor promedio)         |
| Sportivo Trinidense (Peor promedio) |

### Distribución geográfica
Escala asuncena
Escala departamental
Resaltan en anaranjado las ciudades que conforman el Gran Asunción.
Escala nacional
| Distrito capital/Departamento | Cantidad | Equipos                                                                  |
| ----------------------------- | -------- | ------------------------------------------------------------------------ |
| Asunción                      | 6        | Cerro Porteño, Guaraní, Independiente (CG), Libertad, Nacional, Olimpia. |
| Departamento Central          | 4        | Deportivo Capiatá, General Díaz, Sol de América, Sportivo Luqueño.       |
| Departamento de Alto Paraná   | 1        | Atlético 3 de Febrero.                                                   |
| Departamento de San Pedro     | 1        | Deportivo Santaní.                                                       |

La mayoría de los clubes se concentra en la capital del país. En tanto que cuatro se encuentran a corta distancia en ciudades del departamento Central. Por último, dos pertenecen a los departamentos de Alto Paraná y San Pedro. Se incluye al estadio Defensores del Chaco, propiedad de la Asociación Paraguaya de Fútbol, debido a su uso frecuente por equipos que optan oficiar ahí como locales.
- Nota: La sede social y administrativa del club Sol de América se halla en Barrio Obrero, Asunción, vecina a las de Cerro Porteño y Nacional, pero su campo de juego se ubica en Villa Elisa donde hace de locatario desde 1985.

## Especificaciones reglamentarias
Cupo de extranjeros
Los equipos tienen un límite máximo de hasta tres (3) jugadores extranjeros para alinear en el campo de juego.
Jugadores categoría Sub-19
De forma obligatoria, cada equipo debe incluir en la planilla oficial de todos los partidos como mínimo un (1) jugador de nacionalidad paraguaya nacido hasta 1999. Contrario a ligas de otros países, el reglamento vigente no contempla una cantidad mínima de minutos a permanecer el juvenil en cancha, por lo que el entrenador puede disponer su sustitución en cualquier momento del juego.
Acumulación de tarjetas
Un jugador al sumar su quinta amonestación consecutiva deberá cumplir un partido de suspensión en la jornada siguiente.
Libro de pases
El plazo para la inscripción de jugadores, tanto nacionales como foráneos, rigió hasta el 23 de febrero. No puede un futbolista fichar por más de un club durante el transcurso del mismo torneo.

## Entrenadores
| Lista completa                                     | Lista completa          | Lista completa   |
| Equipo                                             | Entrenador/es           | Fechas           |
| -------------------------------------------------- | ----------------------- | ---------------- |
| Atlético 3 de Febrero                              | Marcio Marolla          | 1.ª a 5.ª        |
| Atlético 3 de Febrero                              | José Arrúa (Interino)   | 6.ª en adelante  |
| Cerro Porteño                                      | Jorge Núñez (interino)  | 1.ª              |
| Cerro Porteño                                      | Luis Zubeldía           | 2.ª en adelante  |
| Deportivo Capiatá                                  | Gustavo Florentín       | 1.ª a 19.ª       |
| Deportivo Capiatá                                  | Diego Gavilán           | 20.ª en adelante |
| Deportivo Santaní                                  | Pedro Sarabia           | 1.ª a 7.ª        |
| Deportivo Santaní                                  | Mario Jara              | 8.ª en adelante  |
| General Díaz                                       | Francisco Arce          | 1.ª a 11.ª       |
| General Díaz                                       | Florencio Villalba      | 12.ª en adelante |
| Guaraní                                            | Sebastián Saja          | 1.ª a 9.ª        |
| Guaraní                                            | Fernando Burgo          | 10.ª en adelante |
| Independiente (CG)                                 | Pablo Caballero         | 1.ª en adelante  |
| Libertad                                           | Aldo Bobadilla          | 1.ª en adelante  |
| Nacional                                           | Celso Ayala             | 1.ª en adelante  |
| Olimpia                                            | Daniel Garnero          | 1.ª en adelante  |
| Sol de América                                     | Héctor Marecos          | 1.ª a 20.ª       |
| Sol de América                                     | Alfredo Vera (interino) | 20.ª en adelante |
| Sportivo Luqueño                                   | Javier Sanguinetti      | 1.ª a 4.ª        |
| Sportivo Luqueño                                   | Eduardo Rivera          | 5.ª a 10.ª       |
| Sportivo Luqueño                                   | Fernando Ortiz          | 11.ª a 19.ª      |
| Sportivo Luqueño                                   | Héctor Schönhauser      | 20.ª en adelante |
| 1. 2. 3. 4. 5. 6. 7. 8. 9. 10. 11. 12. 13. 14. 15. |                         |                  |

## Cobertura televisiva
El canal de cable Tigo Sports es la empresa concesionaria que detenta los derechos exclusivos para la transmisión en directo por TV de los partidos del campeonato. Tiene la potestad de determinar los juegos a ser televisados, así como los días y horarios de los mismos, comunicando su decisión con antelación al Consejo de la División Profesional para el correspondiente anuncio de la programación de una o más jornadas. Además, semanalmente se presenta un resumen con lo mejor de cada fecha en los programas Telefútbol (por señal abierta) y Futboleros (por TV cable y satélite).

## Patrocinio
La compañía de telefonía celular, Tigo, y la institución bancaria, Visión Banco, son las encargadas de patrocinar todos los torneos realizados por la APF. El vínculo contractual con la primera se concretó a partir de 2008 con la celebración del torneo Apertura del mismo año. En tanto que la relación con el otro espónsor para respaldar cada campeonato comenzó a principios de 2010.
Los premios en efectivo fueron fijados en US$ 90 000 dólares para el campeón (cheques de 40 000 por parte de Tigo y 50 000 de Visión Banco). Por su parte, el subcampeón se acredita 15 000 de la misma moneda (10 000 de Tigo y 5000 de Visión).

## Clasificación
- Actualizado el 10 de junio de 2018.

| Pos. | Equipos            | PJ | PG | PE | PP | GF | GC | Dif. | Pts. |
| ---- | ------------------ | -- | -- | -- | -- | -- | -- | ---- | ---- |
| 1.   | Olimpia            | 22 | 16 | 5  | 1  | 52 | 22 | 30   | 53   |
| 2.   | Cerro Porteño      | 22 | 12 | 6  | 4  | 43 | 17 | 26   | 42   |
| 3.   | Libertad           | 22 | 11 | 6  | 5  | 37 | 24 | 13   | 39   |
| 4.   | Nacional           | 22 | 10 | 8  | 4  | 32 | 21 | 11   | 38   |
| 5.   | Independiente (CG) | 22 | 9  | 4  | 9  | 30 | 32 | -2   | 31   |
| 6.   | Sol de América     | 22 | 8  | 6  | 8  | 36 | 40 | -4   | 30   |
| 7.   | General Díaz       | 22 | 6  | 6  | 10 | 27 | 39 | -12  | 24   |
| 8.   | Guaraní            | 22 | 6  | 5  | 11 | 25 | 39 | -14  | 23   |
| 9.   | Deportivo Santaní  | 22 | 4  | 10 | 8  | 22 | 25 | -3   | 22   |
| 10.  | Sportivo Luqueño   | 22 | 5  | 6  | 11 | 25 | 37 | -12  | 21   |
| 11.  | Deportivo Capiatá  | 22 | 5  | 6  | 11 | 31 | 45 | -14  | 21   |
| 12.  | 3 de Febrero       | 22 | 2  | 8  | 12 | 21 | 40 | -19  | 14   |

- Fuente: APF.[7]

|  |                                                                      |
|  | Campeón. Clasificó a la fase de grupos de la Copa Libertadores 2019. |

### Evolución de la clasificación
| Equipo / Fecha     | 01 | 02 | 03 | 04 | 05 | 06 | 07 | 08 | 09 | 10 | 11 | 12 | 13 | 14 | 15 | 16 | 17 | 18 | 19 | 20 | 21 | 22 |
| ------------------ | -- | -- | -- | -- | -- | -- | -- | -- | -- | -- | -- | -- | -- | -- | -- | -- | -- | -- | -- | -- | -- | -- |
| 3 de Febrero       | 11 | 10 | 10 | 11 | 12 | 12 | 12 | 12 | 12 | 12 | 12 | 12 | 12 | 12 | 12 | 12 | 12 | 12 | 12 | 12 | 12 | 12 |
| Cerro Porteño      | 9  | 9  | 6  | 8  | 7  | 8  | 9  | 7  | 6  | 4  | 6  | 3  | 3  | 3  | 3  | 3  | 2  | 2  | 2  | 2  | 2  | 2  |
| Deportivo Capiatá  | 7  | 2  | 5  | 4  | 4  | 4  | 5  | 6  | 7  | 7  | 7  | 7  | 6  | 6  | 6  | 7  | 7  | 9  | 9  | 10 | 11 | 11 |
| Deportivo Santaní  | 4  | 6  | 8  | 9  | 10 | 10 | 11 | 11 | 11 | 11 | 11 | 11 | 8  | 9  | 9  | 10 | 11 | 11 | 10 | 9  | 9  | 9  |
| General Díaz       | 7  | 11 | 11 | 10 | 11 | 12 | 10 | 10 | 10 | 9  | 10 | 10 | 11 | 10 | 10 | 8  | 8  | 7  | 7  | 7  | 7  | 7  |
| Guaraní            | 1  | 5  | 3  | 6  | 8  | 7  | 7  | 9  | 9  | 10 | 8  | 9  | 10 | 8  | 8  | 9  | 9  | 8  | 8  | 8  | 8  | 8  |
| Independiente (CG) | 9  | 4  | 4  | 3  | 3  | 5  | 6  | 4  | 5  | 3  | 5  | 6  | 7  | 7  | 7  | 5  | 6  | 6  | 5  | 5  | 5  | 5  |
| Libertad           | 5  | 3  | 1  | 2  | 2  | 3  | 4  | 2  | 3  | 5  | 3  | 5  | 4  | 4  | 4  | 4  | 4  | 4  | 4  | 4  | 4  | 3  |
| Nacional           | 2  | 8  | 7  | 5  | 5  | 2  | 2  | 3  | 1  | 2  | 2  | 2  | 2  | 2  | 2  | 2  | 3  | 3  | 3  | 3  | 3  | 4  |
| Olimpia            | 3  | 1  | 1  | 1  | 1  | 1  | 1  | 1  | 2  | 1  | 1  | 1  | 1  | 1  | 1  | 1  | 1  | 1  | 1  | 1  | 1  | 1  |
| Sol de América     | 12 | 7  | 9  | 7  | 6  | 6  | 3  | 5  | 4  | 6  | 4  | 4  | 5  | 5  | 5  | 6  | 5  | 5  | 6  | 6  | 6  | 6  |
| Sportivo Luqueño   | 5  | 12 | 12 | 12 | 9  | 9  | 8  | 8  | 8  | 8  | 9  | 8  | 9  | 11 | 11 | 11 | 10 | 10 | 11 | 11 | 10 | 10 |

|  |                          |
|  | Líder                    |
|  | Con un partido pendiente |

## Máximos goleadores
| País                | Jugador            | Equipo           | Goles | Penal |
| ------------------- | ------------------ | ---------------- | ----- | ----- |
| Bandera de Paraguay | Néstor Camacho     | Olimpia          | 14    | 0     |
| Bandera de Paraguay | Sebastián Ferreira | Independiente CG | 11    | 1     |
| Bandera de Paraguay | William Mendieta   | Olimpia          | 11    | 4     |
| Bandera de Paraguay | Antonio Bareiro    | Libertad         | 10    | 0     |
| Bandera de Paraguay | Adam Bareiro       | Nacional         | 9     | 0     |
| Bandera de Paraguay | César Villagra     | Sol de América   | 9     | 0     |

- Fuente: APF.[7]

## Resultados
| Local/Visitante | 3FE | CCP | CAP | SAN | GEN | GUA | IND | LIB | NAC | OLI | SOL | SLU |
| --------------- | --- | --- | --- | --- | --- | --- | --- | --- | --- | --- | --- | --- |
| 3 de Febrero    |     | 1:1 | 3:0 | 0:0 | 2:2 | 1:2 | 0:2 | 1:4 | 1:1 | 0:4 | 2:1 | 0:2 |
| Cerro Porteño   | 3:1 |     | 2:2 | 0:0 | 4:1 | 2:1 | 4:0 | 0:2 | 5:0 | 1:0 | 2:0 | 2:0 |
| Dep. Capiatá    | 2:1 | 2:3 |     | 2:1 | 1:1 | 0:1 | 2:1 | 2:4 | 0:1 | 2:2 | 1:1 | 4:1 |
| Dep. Santaní    | 1:0 | 1:1 | 3:3 |     | 0:1 | 2:0 | 1:1 | 1:2 | 1:1 | 1:5 | 2:0 | 3:0 |
| General Díaz    | 3:2 | 1:0 | 1:1 | 1:0 |     | 0:3 | 1:1 | 0:2 | 1:2 | 1:2 | 1:1 | 2:1 |
| Guaraní         | 1:1 | 0:4 | 2:1 | 1:1 | 2:2 |     | 0:1 | 0:2 | 1:4 | 0:0 | 6:2 | 1:4 |
| Independiente   | 1:1 | 0:3 | 3:1 | 1:0 | 2:3 | 2:1 |     | 3:1 | 0:3 | 1:2 | 3:1 | 4:1 |
| Libertad        | 2:0 | 1:1 | 3:2 | 1:1 | 1:0 | 2:0 | 1:0 |     | 0:0 | 0:1 | 1:2 | 1:2 |
| Nacional        | 0:0 | 2:1 | 4:0 | 0:0 | 3:1 | 3:0 | 1:0 | 1:1 |     | 0:0 | 1:1 | 0:2 |
| Olimpia         | 3:2 | 1:0 | 1:0 | 2:1 | 3:1 | 5:2 | 4:2 | 2:1 | 4:2 |     | 3:3 | 3:0 |
| Sol de América  | 4:1 | 0:3 | 5:1 | 3:2 | 4:3 | 0:0 | 0:1 | 3:3 | 1:0 | 0:3 |     | 3:1 |
| Sp. Luqueño     | 1:1 | 1:1 | 1:2 | 0:0 | 2:0 | 0:1 | 1:1 | 2:2 | 1:3 | 2:2 | 0:1 |     |

|  |                   |
|  | Victoria local    |
|  | Empate            |
|  | Triunfo visitante |

## Calendario

### Primera rueda
| Fecha 1            | Fecha 1   | Fecha 1           | Fecha 1              | Fecha 1      | Fecha 1 |
| Local              | Resultado | Visitante         | Estadio              | Día          | Hora    |
| ------------------ | --------- | ----------------- | -------------------- | ------------ | ------- |
| Sportivo Luqueño   | 2 - 2     | Libertad          | Feliciano Cáceres    | 2 de febrero | 20:20   |
| General Díaz       | 1 - 1     | Deportivo Capiatá | Luis Alfonso Giagni  | 3 de febrero | 18:00   |
| Guaraní            | 6 - 2     | Sol de América    | Defensores del Chaco | 3 de febrero | 20:20   |
| Deportivo Santaní  | 1 - 0     | 3 de Febrero      | Juan José Vázquez    | 4 de febrero | 18:00   |
| Nacional           | 2 - 1     | Cerro Porteño     | Defensores del Chaco | 4 de febrero | 20:20   |
| Independiente (CG) | 1 - 2     | Olimpia           | Defensores del Chaco | 5 de febrero | 19:00   |

| Fecha 2            | Fecha 2   | Fecha 2           | Fecha 2             | Fecha 2       | Fecha 2 |
| Local              | Resultado | Visitante         | Estadio             | Día           | Hora    |
| ------------------ | --------- | ----------------- | ------------------- | ------------- | ------- |
| Deportivo Capiatá  | 4 - 1     | Sportivo Luqueño  | Lic. Erico Galeano  | 9 de febrero  | 18:00   |
| Independiente (CG) | 0 - 3     | Nacional          | Ricardo Gregor      | 9 de febrero  | 20:20   |
| Sol de América     | 3 - 2     | Deportivo Santaní | Luis Alfonso Giagni | 10 de febrero | 18:00   |
| Libertad           | 2 - 0     | Guaraní           | Dr. Nicolás Leoz    | 10 de febrero | 20:20   |
| 3 de Febrero       | 1 - 1     | Cerro Porteño     | Antonio Aranda      | 11 de febrero | 18:00   |
| Olimpia            | 3 - 1     | General Díaz      | Manuel Ferreira     | 12 de febrero | 19:00   |

| Fecha 3           | Fecha 3   | Fecha 3            | Fecha 3              | Fecha 3       | Fecha 3 |
| Local             | Resultado | Visitante          | Estadio              | Día           | Hora    |
| ----------------- | --------- | ------------------ | -------------------- | ------------- | ------- |
| Deportivo Santaní | 1 - 2     | Libertad           | Juan José Vázquez    | 16 de febrero | 18:00   |
| General Díaz      | 1 - 1     | Independiente (CG) | General Adrián Jara  | 16 de febrero | 20:15   |
| Cerro Porteño     | 2 - 0     | Sol de América     | General Pablo Rojas  | 17 de febrero | 19:00   |
| Sportivo Luqueño  | 2 - 2     | Olimpia            | Feliciano Cáceres    | 18 de febrero | 19:00   |
| Nacional          | 0 - 0     | 3 de Febrero       | Arsenio Erico        | 19 de febrero | 18:00   |
| Guaraní           | 2 - 1     | Deportivo Capiatá  | Defensores del Chaco | 19 de febrero | 20:15   |

| Fecha 4            | Fecha 4   | Fecha 4           | Fecha 4              | Fecha 4       | Fecha 4 |
| Local              | Resultado | Visitante         | Estadio              | Día           | Hora    |
| ------------------ | --------- | ----------------- | -------------------- | ------------- | ------- |
| Libertad           | 1 - 1     | Cerro Porteño     | Defensores del Chaco | 23 de febrero | 20:00   |
| Independiente (CG) | 4 - 1     | Sportivo Luqueño  | Ricardo Gregor       | 24 de febrero | 17:45   |
| Sol de América     | 4 - 1     | 3 de Febrero      | Luis Alfonso Giagni  | 24 de febrero | 20:00   |
| Deportivo Capiatá  | 2 - 1     | Deportivo Santaní | Lic. Erico Galeano   | 25 de febrero | 17:45   |
| General Díaz       | 1 - 2     | Nacional          | General Adrián Jara  | 25 de febrero | 20:00   |
| Olimpia            | 5 - 2     | Guaraní           | Manuel Ferreira      | 26 de febrero | 19:00   |

| Fecha 5           | Fecha 5   | Fecha 5            | Fecha 5              | Fecha 5    | Fecha 5 |
| Local             | Resultado | Visitante          | Estadio              | Día        | Hora    |
| ----------------- | --------- | ------------------ | -------------------- | ---------- | ------- |
| Nacional          | 1 - 1     | Sol de América     | Arsenio Erico        | 2 de marzo | 18:00   |
| Sportivo Luqueño  | 2 - 0     | General Díaz       | Feliciano Cáceres    | 2 de marzo | 20:15   |
| Deportivo Santaní | 1 - 5     | Olimpia            | Antonio Aranda       | 3 de marzo | 18:00   |
| Cerro Porteño     | 2 - 2     | Deportivo Capiatá  | General Pablo Rojas  | 4 de marzo | 17:45   |
| 3 de Febrero      | 1 - 4     | Libertad           | Antonio Aranda       | 4 de marzo | 19:50   |
| Guaraní           | 0 - 1     | Independiente (CG) | Defensores del Chaco | 5 de marzo | 19:30   |

| Fecha 6            | Fecha 6   | Fecha 6           | Fecha 6              | Fecha 6     | Fecha 6 |
| Local              | Resultado | Visitante         | Estadio              | Día         | Hora    |
| ------------------ | --------- | ----------------- | -------------------- | ----------- | ------- |
| Deportivo Capiatá  | 2 - 1     | 3 de Febrero      | Lic. Erico Galeano   | 9 de marzo  | 18:00   |
| Libertad           | 1 - 2     | Sol de América    | Dr. Nicolás Leoz     | 9 de marzo  | 20:15   |
| Olimpia            | 1 - 0     | Cerro Porteño     | Defensores del Chaco | 10 de marzo | 17:00   |
| Independiente (CG) | 1 - 0     | Deportivo Santaní | Ricardo Gregor       | 10 de marzo | 19:20   |
| General Díaz       | 0 - 3     | Guaraní           | General Adrián Jara  | 11 de marzo | 17:45   |
| Sportivo Luqueño   | 1 - 3     | Nacional          | Feliciano Cáceres    | 12 de marzo | 17:45   |

| Fecha 7           | Fecha 7   | Fecha 7            | Fecha 7              | Fecha 7     | Fecha 7 |
| Local             | Resultado | Visitante          | Estadio              | Día         | Hora    |
| ----------------- | --------- | ------------------ | -------------------- | ----------- | ------- |
| Sol de América    | 5 - 1     | Deportivo Capiatá  | Luis Alfonso Giagni  | 13 de marzo | 19:00   |
| Deportivo Santaní | 0 - 1     | General Díaz       | Juan José Vázquez    | 14 de marzo | 17:45   |
| Guaraní           | 1 - 4     | Sportivo Luqueño   | Defensores del Chaco | 15 de marzo | 17:45   |
| 3 de Febrero      | 0 - 4     | Olimpia            | Antonio Aranda       | 15 de marzo | 19:50   |
| Nacional          | 1 - 1     | Libertad           | Arsenio Erico        | 21 de marzo | 17:40   |
| Cerro Porteño     | 4 - 0     | Independiente (CG) | General Pablo Rojas  | 21 de marzo | 19:50   |

| Fecha 8            | Fecha 8   | Fecha 8           | Fecha 8              | Fecha 8     | Fecha 8 |
| Local              | Resultado | Visitante         | Estadio              | Día         | Hora    |
| ------------------ | --------- | ----------------- | -------------------- | ----------- | ------- |
| General Díaz       | 1 - 0     | Cerro Porteño     | Defensores del Chaco | 17 de marzo | 18:00   |
| Deportivo Capiatá  | 2 - 4     | Libertad          | Lic. Erico Galeano   | 17 de marzo | 20:10   |
| Guaraní            | 1 - 4     | Nacional          | Defensores del Chaco | 18 de marzo | 17:45   |
| Independiente (CG) | 1 - 1     | 3 de Febrero      | Ricardo Gregor       | 18 de marzo | 19:45   |
| Sportivo Luqueño   | 0 - 0     | Deportivo Santaní | Feliciano Cáceres    | 19 de marzo | 17:45   |
| Olimpia            | 3 - 3     | Sol de América    | Manuel Ferreira      | 19 de marzo | 20:00   |

| Fecha 9           | Fecha 9   | Fecha 9            | Fecha 9              | Fecha 9     | Fecha 9 |
| Local             | Resultado | Visitante          | Estadio              | Día         | Hora    |
| ----------------- | --------- | ------------------ | -------------------- | ----------- | ------- |
| 3 de Febrero      | 2 - 2     | General Díaz       | Antonio Aranda       | 24 de marzo | 17:30   |
| Deportivo Santaní | 2 - 0     | Guaraní            | Juan José Vázquez    | 24 de marzo | 19:40   |
| Cerro Porteño     | 2 - 0     | Sportivo Luqueño   | General Pablo Rojas  | 25 de marzo | 17:00   |
| Nacional          | 4 - 0     | Deportivo Capiatá  | Arsenio Erico        | 25 de marzo | 19:10   |
| Sol de América    | 0 - 1     | Independiente (CG) | Luis Alfonso Giagni  | 26 de marzo | 17:50   |
| Libertad          | 0 - 1     | Olimpia            | Defensores del Chaco | 11 de abril | 19:15   |

| Fecha 10           | Fecha 10  | Fecha 10          | Fecha 10             | Fecha 10    | Fecha 10 |
| Local              | Resultado | Visitante         | Estadio              | Día         | Hora     |
| ------------------ | --------- | ----------------- | -------------------- | ----------- | -------- |
| Independiente (CG) | 3 - 1     | Libertad          | Ricardo Gregor       | 29 de marzo | 18:00    |
| Deportivo Santaní  | 1 - 1     | Nacional          | Juan José Vázquez    | 31 de marzo | 17:20    |
| Guaraní            | 0 - 4     | Cerro Porteño     | Defensores del Chaco | 31 de marzo | 19:30    |
| Olimpia            | 1 - 0     | Deportivo Capiatá | Manuel Ferreira      | 1 de abril  | 17:00    |
| General Díaz       | 1 - 1     | Sol de América    | General Adrián Jara  | 1 de abril  | 19:15    |
| Sportivo Luqueño   | 1 - 1     | 3 de Febrero      | Feliciano Cáceres    | 2 de abril  | 18:30    |

| Fecha 11          | Fecha 11  | Fecha 11           | Fecha 11             | Fecha 11   | Fecha 11 |
| Local             | Resultado | Visitante          | Estadio              | Día        | Hora     |
| ----------------- | --------- | ------------------ | -------------------- | ---------- | -------- |
| Deportivo Capiatá | 2 - 1     | Independiente (CG) | Lic. Erico Galeano   | 6 de abril | 17:30    |
| 3 de Febrero      | 1 - 2     | Guaraní            | Antonio Aranda       | 6 de abril | 19:40    |
| Nacional          | 0 - 0     | Olimpia            | Defensores del Chaco | 7 de abril | 17:15    |
| Libertad          | 1 - 0     | General Díaz       | Dr. Nicolás Leoz     | 7 de abril | 19:30    |
| Cerro Porteño     | 0 - 0     | Deportivo Santaní  | General Pablo Rojas  | 8 de abril | 17:00    |
| Sol de América    | 3 - 1     | Sportivo Luqueño   | Luis Alfonso Giagni  | 8 de abril | 19:10    |

### Segunda rueda
| Fecha 12          | Fecha 12  | Fecha 12           | Fecha 12            | Fecha 12    | Fecha 12 |
| Local             | Resultado | Visitante          | Estadio             | Día         | Hora     |
| ----------------- | --------- | ------------------ | ------------------- | ----------- | -------- |
| Deportivo Capiatá | 1 - 1     | General Díaz       | Lic. Erico Galeano  | 13 de abril | 17:45    |
| Cerro Porteño     | 5 - 0     | Nacional           | General Pablo Rojas | 13 de abril | 20:00    |
| 3 de Febrero      | 0 - 0     | Deportivo Santaní  | Antonio Aranda      | 14 de abril | 17:15    |
| Libertad          | 1 - 2     | Sportivo Luqueño   | Dr. Nicolás Leoz    | 14 de abril | 19:30    |
| Olimpia           | 4 - 2     | Independiente (CG) | Manuel Ferreira     | 15 de abril | 17:45    |
| Sol de América    | 0 - 0     | Guaraní            | Luis Alfonso Giagni | 16 de abril | 19:00    |

| Fecha 13          | Fecha 13  | Fecha 13           | Fecha 13             | Fecha 13    | Fecha 13 |
| Local             | Resultado | Visitante          | Estadio              | Día         | Hora     |
| ----------------- | --------- | ------------------ | -------------------- | ----------- | -------- |
| Nacional          | 1 - 0     | Independiente (CG) | Arsenio Erico        | 20 de abril | 17:30    |
| General Díaz      | 1 - 2     | Olimpia            | Defensores del Chaco | 20 de abril | 19:45    |
| Cerro Porteño     | 3 - 1     | 3 de Febrero       | General Pablo Rojas  | 21 de abril | 17:50    |
| Guaraní           | 0 - 2     | Libertad           | Defensores del Chaco | 21 de abril | 19:50    |
| Deportivo Santaní | 2 - 0     | Sol de América     | Juan José Vázquez    | 23 de abril | 17:40    |
| Sportivo Luqueño  | 1 - 2     | Deportivo Capiatá  | Feliciano Cáceres    | 23 de abril | 19:50    |

| Fecha 14           | Fecha 14  | Fecha 14          | Fecha 14           | Fecha 14    | Fecha 14 |
| Local              | Resultado | Visitante         | Estadio            | Día         | Hora     |
| ------------------ | --------- | ----------------- | ------------------ | ----------- | -------- |
| Independiente (CG) | 2 - 3     | General Díaz      | Ricardo Gregor     | 27 de abril | 17:30    |
| Sol de América     | 0 - 3     | Cerro Porteño     | Lic. Erico Galeano | 27 de abril | 19:45    |
| 3 de Febrero       | 1 - 1     | Nacional          | Antonio Aranda     | 28 de abril | 17:00    |
| Deportivo Capiatá  | 0 - 1     | Guaraní           | Lic. Erico Galeano | 28 de abril | 19:10    |
| Olimpia            | 3 - 0     | Sportivo Luqueño  | Manuel Ferreira    | 29 de abril | 16:50    |
| Libertad           | 1 - 1     | Deportivo Santaní | Dr. Nicolás Leoz   | 29 de abril | 19:00    |

| Fecha 15          | Fecha 15  | Fecha 15           | Fecha 15            | Fecha 15  | Fecha 15 |
| Local             | Resultado | Visitante          | Estadio             | Día       | Hora     |
| ----------------- | --------- | ------------------ | ------------------- | --------- | -------- |
| 3 de Febrero      | 2 - 1     | Sol de América     | Antonio Aranda      | 3 de mayo | 19:15    |
| Sportivo Luqueño  | 1 - 1     | Independiente (CG) | Feliciano Cáceres   | 4 de mayo | 17:20    |
| Guaraní           | 0 - 0     | Olimpia            | Antonio Aranda      | 4 de mayo | 19:30    |
| Deportivo Santaní | 3 - 3     | Deportivo Capiatá  | Juan José Vázquez   | 5 de mayo | 17:30    |
| Nacional          | 3 - 1     | General Díaz       | Arsenio Erico       | 6 de mayo | 17:30    |
| Cerro Porteño     | 0 - 2     | Libertad           | General Pablo Rojas | 6 de mayo | 20:15    |

| Fecha 16           | Fecha 16  | Fecha 16          | Fecha 16            | Fecha 16   | Fecha 16 |
| Local              | Resultado | Visitante         | Estadio             | Día        | Hora     |
| ------------------ | --------- | ----------------- | ------------------- | ---------- | -------- |
| Independiente (CG) | 2 - 1     | Guaraní           | Ricardo Gregor      | 8 de mayo  | 17:30    |
| Olimpia            | 2 - 1     | Deportivo Santaní | Manuel Ferreira     | 8 de mayo  | 19:45    |
| General Díaz       | 2 - 1     | Sportivo Luqueño  | General Adrián Jara | 9 de mayo  | 17:30    |
| Deportivo Capiatá  | 2 - 3     | Cerro Porteño     | Lic. Erico Galeano  | 9 de mayo  | 19:45    |
| Libertad           | 2 - 0     | 3 de Febrero      | Dr. Nicolás Leoz    | 10 de mayo | 19:15    |
| Sol de América     | 1 - 0     | Nacional          | Luis Alfonso Giagni | 17 de mayo | 19:45    |

| Fecha 17          | Fecha 17  | Fecha 17           | Fecha 17             | Fecha 17   | Fecha 17 |
| Local             | Resultado | Visitante          | Estadio              | Día        | Hora     |
| ----------------- | --------- | ------------------ | -------------------- | ---------- | -------- |
| Cerro Porteño     | 1 - 0     | Olimpia            | Defensores del Chaco | 12 de mayo | 16:00    |
| Deportivo Santaní | 1 - 1     | Independiente (CG) | Juan José Vázquez    | 12 de mayo | 18:15    |
| Nacional          | 0 - 2     | Sportivo Luqueño   | Arsenio Erico        | 13 de mayo | 17:30    |
| Guaraní           | 2 - 2     | General Díaz       | Rogelio Livieres     | 13 de mayo | 19:45    |
| 3 de Febrero      | 3 - 0     | Deportivo Capiatá  | Antonio Aranda       | 14 de mayo | 17:30    |
| Sol de América    | 3 - 3     | Libertad           | Luis Alfonso Giagni  | 14 de mayo | 19:45    |

| Fecha 18           | Fecha 18  | Fecha 18          | Fecha 18             | Fecha 18   | Fecha 18 |
| Local              | Resultado | Visitante         | Estadio              | Día        | Hora     |
| ------------------ | --------- | ----------------- | -------------------- | ---------- | -------- |
| General Díaz       | 1 - 0     | Deportivo Santaní | General Adrián Jara  | 19 de mayo | 10:00    |
| Sportivo Luqueño   | 0 - 1     | Guaraní           | Feliciano Cáceres    | 19 de mayo | 17:00    |
| Independiente (CG) | 0 - 3     | Cerro Porteño     | Defensores del Chaco | 19 de mayo | 19:10    |
| Olimpia            | 3 - 2     | 3 de Febrero      | Manuel Ferreira      | 20 de mayo | 17:30    |
| Deportivo Capiatá  | 1 - 1     | Sol de América    | Lic. Erico Galeano   | 21 de mayo | 17:30    |
| Libertad           | 0 - 0     | Nacional          | Dr. Nicolás Leoz     | 21 de mayo | 19:45    |

| Fecha 19          | Fecha 19  | Fecha 19           | Fecha 19             | Fecha 19   | Fecha 19 |
| Local             | Resultado | Visitante          | Estadio              | Día        | Hora     |
| ----------------- | --------- | ------------------ | -------------------- | ---------- | -------- |
| 3 de Febrero      | 0 - 2     | Independiente (CG) | Antonio Aranda       | 25 de mayo | 17:30    |
| Nacional          | 3 - 0     | Guaraní            | Arsenio Erico        | 25 de mayo | 19:40    |
| Libertad          | 3 - 2     | Deportivo Capiatá  | Dr. Nicolás Leoz     | 26 de mayo | 19:30    |
| Sol de América    | 0 - 3     | Olimpia            | Defensores del Chaco | 27 de mayo | 16:30    |
| Cerro Porteño     | 4 - 1     | General Díaz       | General Pablo Rojas  | 27 de mayo | 16:30    |
| Deportivo Santaní | 3 - 0     | Sportivo Luqueño   | Juan José Vázquez    | 27 de mayo | 18:40    |

| Fecha 20           | Fecha 20  | Fecha 20          | Fecha 20             | Fecha 20   | Fecha 20 |
| Local              | Resultado | Visitante         | Estadio              | Día        | Hora     |
| ------------------ | --------- | ----------------- | -------------------- | ---------- | -------- |
| Deportivo Capiatá  | 0 - 1     | Nacional          | Lic. Erico Galeano   | 29 de mayo | 19:40    |
| Guaraní            | 1 - 1     | Deportivo Santaní | Rogelio Livieres     | 30 de mayo | 17:00    |
| Olimpia            | 2 - 1     | Libertad          | Defensores del Chaco | 30 de mayo | 19:15    |
| Sportivo Luqueño   | 1 - 1     | Cerro Porteño     | Feliciano Cáceres    | 30 de mayo | 19:15    |
| General Díaz       | 3 - 2     | 3 de Febrero      | General Adrián Jara  | 31 de mayo | 17:30    |
| Independiente (CG) | 3 - 1     | Sol de América    | Ricardo Gregor       | 31 de mayo | 19:40    |

| Fecha 21          | Fecha 21  | Fecha 21           | Fecha 21            | Fecha 21   | Fecha 21 |
| Local             | Resultado | Visitante          | Estadio             | Día        | Hora     |
| ----------------- | --------- | ------------------ | ------------------- | ---------- | -------- |
| Nacional          | 0 - 0     | Deportivo Santaní  | Arsenio Erico       | 2 de junio | 18:30    |
| Deportivo Capiatá | 2 - 2     | Olimpia            | Lic. Erico Galeano  | 3 de junio | 16:30    |
| Libertad          | 1 - 0     | Independiente (CG) | Dr. Nicolás Leoz    | 3 de junio | 18:45    |
| Sol de América    | 4 - 3     | General Díaz       | Luis Alfonso Giagni | 4 de junio | 17:00    |
| 3 de Febrero      | 0 - 2     | Sportivo Luqueño   | Antonio Aranda      | 4 de junio | 19:40    |
| Cerro Porteño     | 2 - 1     | Guaraní            | General Pablo Rojas | 5 de junio | 19:00    |

| Fecha 22           | Fecha 22  | Fecha 22          | Fecha 22            | Fecha 22    | Fecha 22 |
| Local              | Resultado | Visitante         | Estadio             | Día         | Hora     |
| ------------------ | --------- | ----------------- | ------------------- | ----------- | -------- |
| Independiente (CG) | 3 - 1     | Deportivo Capiatá | Ricardo Gregor      | 8 de junio  | 17:30    |
| Sportivo Luqueño   | 0 - 1     | Sol de América    | Feliciano Cáceres   | 8 de junio  | 19:40    |
| General Díaz       | 0 - 2     | Libertad          | General Adrián Jara | 9 de junio  | 16:30    |
| Deportivo Santaní  | 1 - 1     | Cerro Porteño     | Juan José Vázquez   | 9 de junio  | 18:40    |
| Olimpia            | 4 - 2     | Nacional          | Manuel Ferreira     | 10 de junio | 17:30    |
| Guaraní            | 1 - 1     | 3 de Febrero      | Rogelio Livieres    | 10 de junio | 19:20    |

## Campeón
|                     |
| Olimpia 41.° título |

## Descenso de categoría

### Puntaje promedio
- Actualizado el 10 de junio de 2018.

El promedio de puntos de un equipo consiste en el cociente que se obtiene de la división de su puntaje acumulado en los torneos disputados en las últimas tres temporadas entre la cantidad de partidos que haya jugado durante ese período. Con base en dicho cálculo se determina cuáles son los equipos que descienden a Segunda División. En caso de igualdad en el puntaje para definir qué equipo va al descenso, se resuelve en un partido extra.
| Pos. | Equipo                | 2016 | 2017 | 2018 | Total | PJ  | Promedio |
| ---- | --------------------- | ---- | ---- | ---- | ----- | --- | -------- |
| 1.   | Olimpia               | 90   | 78   | 53   | 221   | 110 | 2,009    |
| 2.   | Libertad              | 83   | 75   | 39   | 197   | 110 | 1,791    |
| 3.   | Guaraní               | 83   | 85   | 23   | 191   | 110 | 1,736    |
| 4.   | Cerro Porteño         | 66   | 80   | 42   | 188   | 110 | 1,709    |
| 5.   | Sol de América        | 63   | 62   | 30   | 155   | 110 | 1,409    |
| 6.   | Nacional              | 54   | 50   | 38   | 142   | 110 | 1,291    |
| 7.   | Deportivo Capiatá     | 67   | 50   | 21   | 138   | 110 | 1,255    |
| 8.   | General Díaz          | 46   | 60   | 24   | 130   | 110 | 1,182    |
| 9.   | Independiente (CG)    | -    | 47   | 31   | 78    | 66  | 1,182    |
| 10.  | Sportivo Luqueño      | 53   | 50   | 21   | 124   | 110 | 1,127    |
| 11.  | Deportivo Santaní     | -    | -    | 22   | 22    | 22  | 1,000    |
| 12.  | Atlético 3 de Febrero | -    | -    | 14   | 14    | 22  | 0,636    |

|  |                                         |
|  | En zona de descenso a Segunda División. |

- Fuente: APF.[7]